# New York State Route 299
New York State Route 299 ist eine kurze, aber wichtige State Route, die vollständig innerhalb des Ulster Countys in New York, USA liegt. Sie ist 19,94 km lang und verbindet den New York State Thruway bei New Paltz mit den frequentierten Ausflugszielen in der Shawangunk Ridge im Westen und mit Poughkeepsie im Osten. Nur der östliche Abschnitt der Straße ist eine State Route, zwischen Shawangunk und New Paltz handelt es sich um eine County Road des Ulster Countys.

## Streckenbeschreibung
NY 299 zweigt in Gardiner von den sich überlappenden Fernstraßen U.S Highway 44 und New York State Route 55 ab, direkt unterhalb der Klippen der Mohonk Preserve, einem populären Klettergebiet. Die Trasse schlängelt sich durch die Wälder auf New Paltz zu. Knapp zwei Kilometer vom westlichen Ende entfernt haben Autofahrer, die in Richtung Westen unterwegs sind, einen guten Blick auf die Mohonk-Felsen. Der Streckenabschnitt zwischen der US 44 und der Kreuzung mit der Ulster County Route 7 (Libertyville Road) ist auch als Ulster County Route 8 ausgeschildert. Von der Kreuzung mit der Libertyville Road bis zur Abzweigung zur Springtown Road direkt westlich der Brücke über den Wallkill River ist NY 299 auch als Ulster County Route 7 ausgeschildert. Vom westlichen Ende bis zu dieser Brücke wird NY 299 durch das Ulster County unterhalten. Sie ist eine von drei State Routes im Ulster County, die auf diese Weise unterhalten werden – die beiden anderen sind New York State Route 213 (Ulster County Route 4) zwischen U.S. Highway 209 und New York State Route 28A und ein Abschnitt von NY 28A, der Teile der Ulster County Routes 50 und 51 beinhaltet.

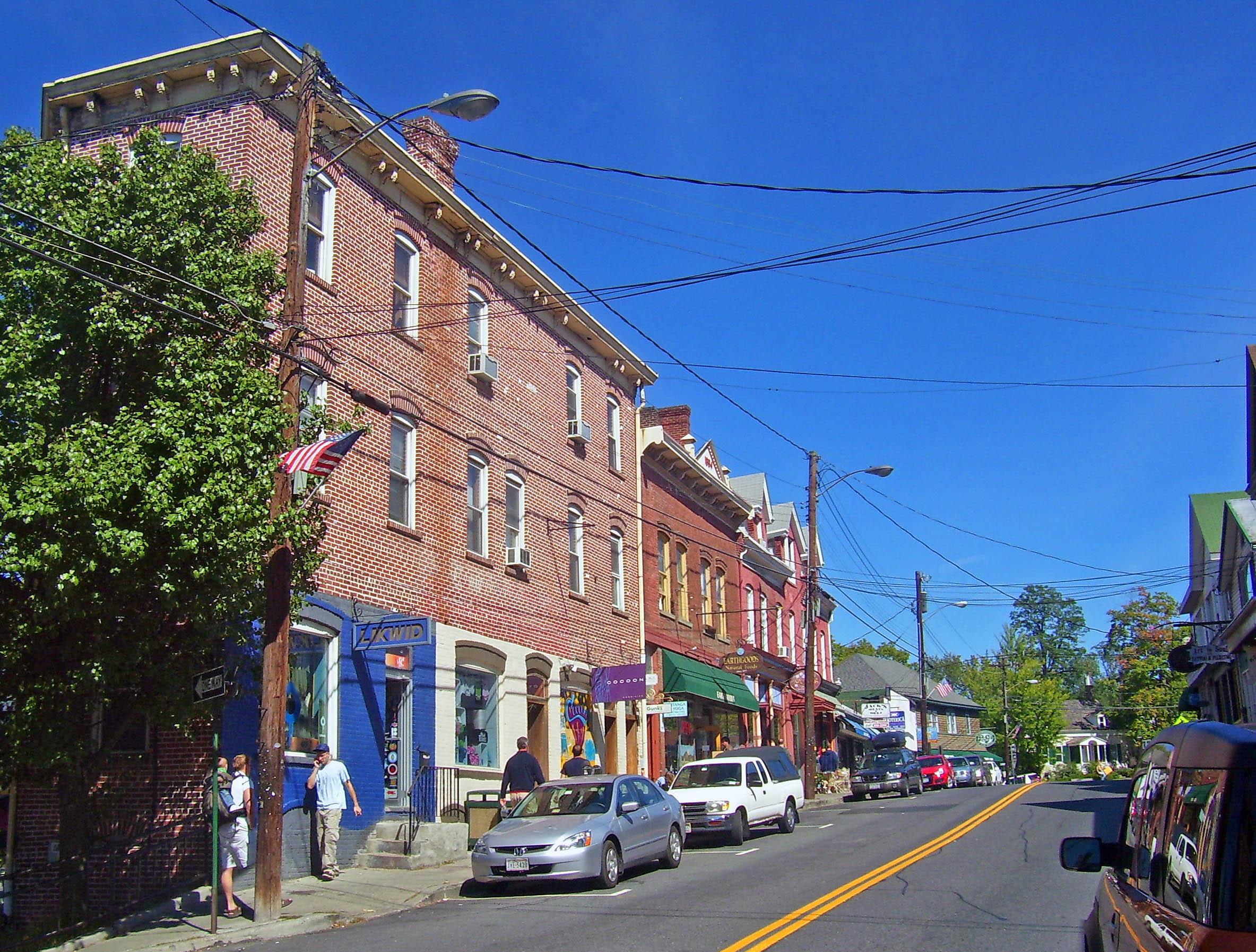
Downtown New Paltz

Die Wälder werden durch Felder abgelöst und die State Route führt in das Überflutungsgebiet des Wallkill Rivers. Den Fluss quert die Trasse am westlichen Rand von New Paltz. Über die Huguenot Street, einer National Historic Landmark und ältesten durchgehend von weißen Siedlern bewohnten Siedlung in Anglo-Amerika, führt NY 299 nach Norden. Nach einem leichten Anstieg und einige Straßenblocks weiter befindet sich das nördliche Ende von New York State Route 208 und eine einige hundert Meter lange Überlappung mit New York State Route 32 beginnt.
In diesem Abschnitt ist die Straße häufig verstopft und die Nähe der State University of New York at New Paltz führt zu Parkplatzmangel. Die Atmosphäre einer typischen Collegestadt ist unter anderem an den Clubs und Restaurants an der Straße erkennbar.
Am östlichen Rand des Villages, an der New Paltz Middle School, biegt NY 32 nach Süden ab und NY 299 führt weiter nach Osten. Die Straße wird breiter, als sie das lebhafte Zentrum des Ortes hinter sich lässt und den Charakter einer von kommerziellen Bauten gesäumten Ausfallstraße mit Fast-Food-Restaurants, Supermärkten und Tankstellen annimmt. Schließlich ist die Auffahrt zum New York State Thruway erreicht und die Bebauung wird dünner.

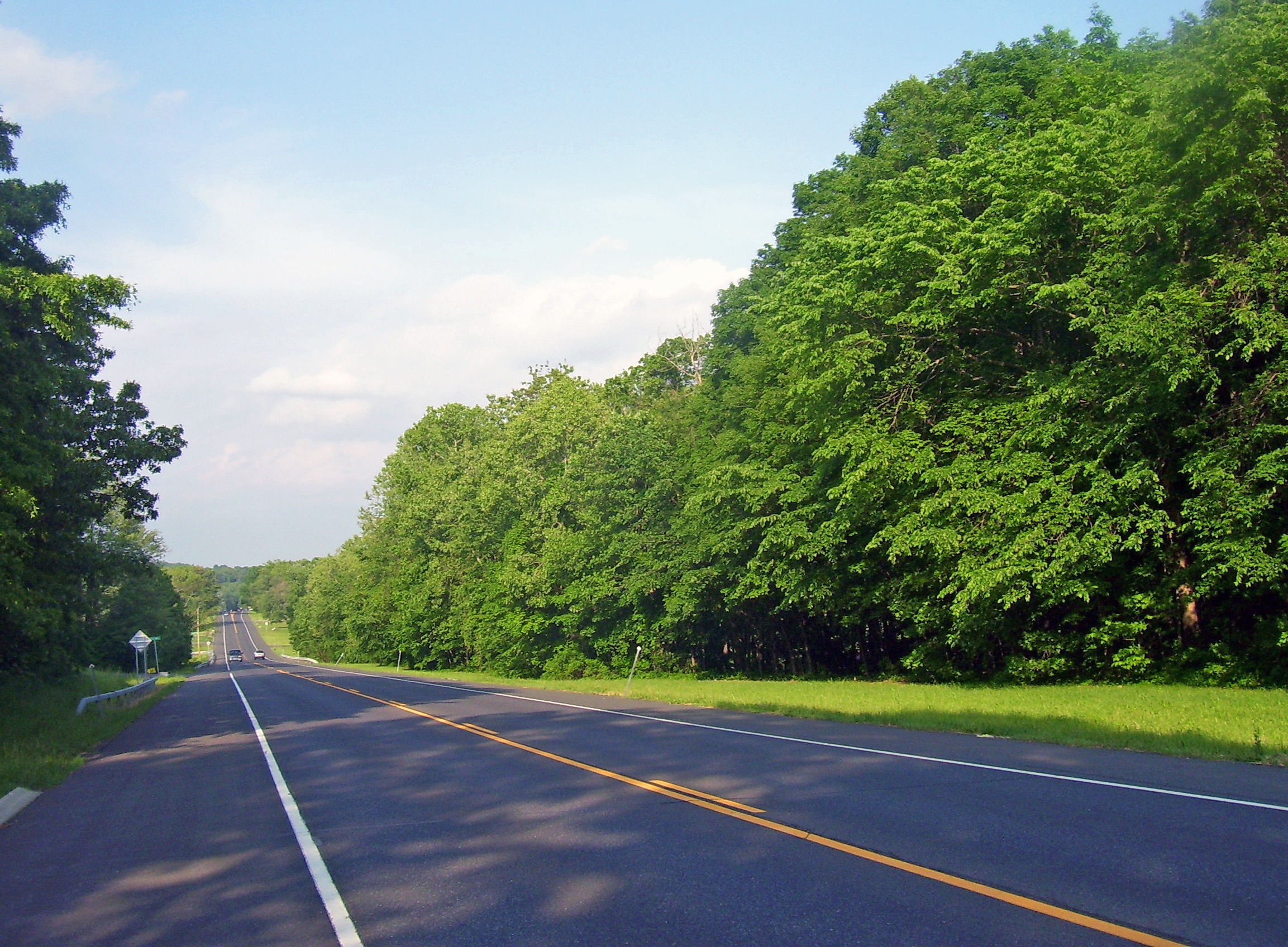
State Route 299 östlich von New Paltz

Der östliche Abschnitt der State Route ist eine zweispurige Landstraße, die an einigen Kreuzungen mit Abbiegespuren ausgestattet ist, Verkehrsampeln gibt es an den Einmündungen der Ohioville Road (Ulster County Road 22A), South Street (Ulster County Road 22) und der Old New Paltz Road (Ulster County Road 12 und ursprüngliche Trasse der NY 299). Außerdem kreut NY 299 die Riverside Road (Ulster County Road 15). NY 299 führt dann geradeaus weiter durch teilweise unbebautes Gebiet, bis sie am U.S. Highway 9W nördlich von Highland in Lloyd endet. Die Mid-Hudson Bridge befindet sich etwa vier Kilometer südlich dieser Kreuzung.